# Jakob Vester
Jakob Vester (født 28. december 2004) er en professionel dansk fodboldspiller, der spiller for Viborg FF. Vester spiller primært på midtbanen og har kontrakt med Viborg FF frem til 2027.

## Karriere
Vester kom til VFF Talent fra FS Holstebro som U17-spiller og fik som U19-spiller sin Superliga-debut 12. marts 2023, hvor Viborg FF mødte FC Nordsjælland. Vester blev i øvrigt valgt som Man of the Match af publikum i denne kamp.